# Aline Hochscheid
Aline Hochscheid (* 29. November 1976 in Hilden) ist eine deutsche Fernsehschauspielerin, Regisseurin und Drehbuchautorin mit Fokus auf Serial Storytelling.

## Leben
Aline Hochscheid sammelte neben dem Abitur erste Dreherfahrungen. In der Folgezeit konnte sie sich erfolgreich als Schauspielerin in deutschen Fernsehproduktionen etablieren. Bekannt geworden ist sie durch ihre Rolle als Jackie Lamers in der ARD-Soap Verbotene Liebe, die sie fast fünf Jahre lang verkörperte. Auch in den ZDF-Serien Der Landarzt und Küstenwache erhielt sie mehrjährige Engagements. Von 2012 bis 2016 studierte sie Film im Fachbereich Regie an der ifs köln mit dem Abschluss Bachelor of Arts. Seit 2017 ist sie Dozentin für Regie am SAE Institute Bochum. Ab 2019 studierte sie Serial Storytelling an der ifs köln und machte 2021 ihren Abschluss Master of Arts.

## Filmografie (Auswahl)
- 1995–2005: Verbotene Liebe (Fernsehserie, 303 Folgen)
- 2000: Jahrestage
- 2000: St. Angela (Fernsehserie, 1 Folge)
- 2001: Drehkreuz Airport (Fernsehserie)
- 2000–2002: Herzschlag – Das Ärzteteam Nord (Fernsehserie, 7 Folgen)
- 2002: Der Solist: Kuriertag (Fernsehfilmreihe, 1 Folge)
- 2002: Schlosshotel Orth (Fernsehserie, 1 Folge)
- 2002: Freitagnacht
- 2002: Berlin, Berlin (Fernsehserie, 5 Folgen)
- 2002–2003: Zwei Profis (Fernsehserie)
- 2003–2006: Der Landarzt (Fernsehserie, 31 Folgen)
- 2004: Halt durch Paul (Fernsehserie)
- 2004: SOKO Wismar (Fernsehserie, 1 Folge)
- 2004: Marga Engel gibt nicht auf (Fernsehfilm)
- 2004: Verschollen (Fernsehserie, 1 Folge)
- 2004–2011: Familie Dr. Kleist (Fernsehserie, 21 Folgen)
- 2005: Die Nachrichten (Fernsehfilm)
- 2005: Wolffs Revier (Fernsehserie, 1 Folge)
- 2005: Guten Morgen Hamburg (Fernsehserie, Pilotfolge)
- 2006: Wir Weltmeister – ein Fußballmärchen (Fernsehfilm)
- 2006–2009: Küstenwache (Fernsehserie, 66 Folgen)
- 2007: Durch Himmel und Hölle (Fernsehfilm)
- 2007–2012: Alarm für Cobra 11 – Die Autobahnpolizei (Fernsehserie, 2 Folgen)
- 2007–2023: SOKO Köln (Fernsehserie, 5 Folgen)
- 2007: Adelheid und ihre Mörder (Fernsehserie, 5 Folgen)
- 2008: Unser Charly (Fernsehserie, 5 Folgen)
- 2008: 112 – Sie retten dein Leben (Fernsehserie, 1 Folge)
- 2009: 4 Singles
- 2010: Countdown – Die Jagd beginnt (Fernsehserie, 1 Folge)
- 2010: Küss mich Koch (Fernsehserie, Pilotfolge)
- 2011: Der Bergdoktor (Fernsehserie, 1 Folge)
- 2012: Lösegeld (Fernsehfilm)
- 2012: Inga Lindström: Die Sache mit der Liebe (Fernsehfilmreihe)
- 2013: Quellen des Lebens
- 2013: Herzensbrecher – Vater von vier Söhnen (Fernsehserie, Folge: Kirchenasyl)
- 2014: Katie Fforde (Fernsehfilmreihe, Folge Das Meer in dir)
- 2015: Heldt (Fernsehserie, Folge Traumpaar)
- 2017: Wir schaffen das schon
- 2017: INGA
- 2019: Mordshunger – Verbrechen und andere Delikatessen (Fernsehserie, 1 Folge)
- 2019: Sankt Maik (Fernsehserie, Folge Schluckauf im Hirn)
- 2019: In aller Freundschaft – Die jungen Ärzte (Fernsehserie, Folge Die Prüfung)
- 2020: WaPo Bodensee (Fernsehserie, Folge Kalte Abreise)
- 2023: Das Traumschiff: Bahamas
- 2023: In aller Freundschaft (Fernsehserie, 2 Folgen)

## Filmografie als Regisseurin
- 2012: Anders [5 ́ / Dokumentarfilm] auch Kamera u. Produktion
- 2012: Das Mädchen [5 ́ / Dokumentarfilm]
- 2013: Cocktail [7 ́ / Spielfilm]
- 2014: Glimpse of an Eye [6 ́ / Spielfilm / Samsung Smartfilm Award] auch Buch u. Kamera
- 2014: Kaktus und Mimose [10 ́ / Spielfilm]
- 2016: Lost in Hope [16 ́ / Spielfilm] auch Buch